# Tyrinthia biformis
Tyrinthia biformis là một loài bọ cánh cứng trong họ Cerambycidae.